# Colonia Alejandro Cruz Martínez
Colonia Alejandro Cruz Martínez är en ort i Mexiko.   Den ligger i kommunen Santo Domingo Tehuantepec och delstaten Oaxaca, i den sydöstra delen av landet, 500 km sydost om huvudstaden Mexico City. Colonia Alejandro Cruz Martínez ligger 39 meter över havet och antalet invånare är 424.
Terrängen runt Colonia Alejandro Cruz Martínez är platt åt sydost, men åt nordväst är den kuperad. Runt Colonia Alejandro Cruz Martínez är det ganska glesbefolkat, med 43 invånare per kvadratkilometer. Närmaste större samhälle är Santo Domingo Tehuantepec, 4,6 km sydväst om Colonia Alejandro Cruz Martínez. Omgivningarna runt Colonia Alejandro Cruz Martínez är en mosaik av jordbruksmark och naturlig växtlighet.